# Bocarrot
El bocarrot és una mena de geni propi de la mitologia catalana. Emparentat amb els sàtirs grecs i els faunes romans, segons les antigues creences populars vivia als camps de blat i n'estimulava el creixement de les plantes, fent que donessin gra gros i abundant. Si un segador es trobava malalt de forma sobtada era perquè havia ensopegat amb el bocarrot, que s'anava amagant entre les espigues fins que era capturat amb l'últim cop de falç.
El bocarrot és invisible i es pot fer més gran o més petit a voluntat.

## Cultura popular
El fet de personificar el blat amb els bocs era usual antigament a Catalunya. A Samalús, Vallès Oriental, es coneixia com a "bocarrot" el darrer blat, mentre que de la darrera mota de blat que quedava per segar se'n deia "boc" o "cabra". A més, els segadors se’n reien de l'últim a enllestir la feina tot cridant-li «T'has quedat boc!» i fent-li «Be! Be!».
A Gósol, Berguedà, els antics segadors creien en un geni del blat que anomenaven "el boc", l'esperit del darrer blat. Qui agafava el "bocarrot" s'assegurava el rendiment del camp, riquesa i prosperitat.